# Veľké Raškovce
Veľké Raškovce (Hongaars: Nagyráska) is een Slowaakse gemeente in de regio Košice, en maakt deel uit van het district Michalovce.
Veľké Raškovce telt 325 inwoners. Hiervan is de meerderheid Hongaars (244 personen), de Slowaken vormen met 62 personen een minderheid. 